# Alexius Karrenfurer

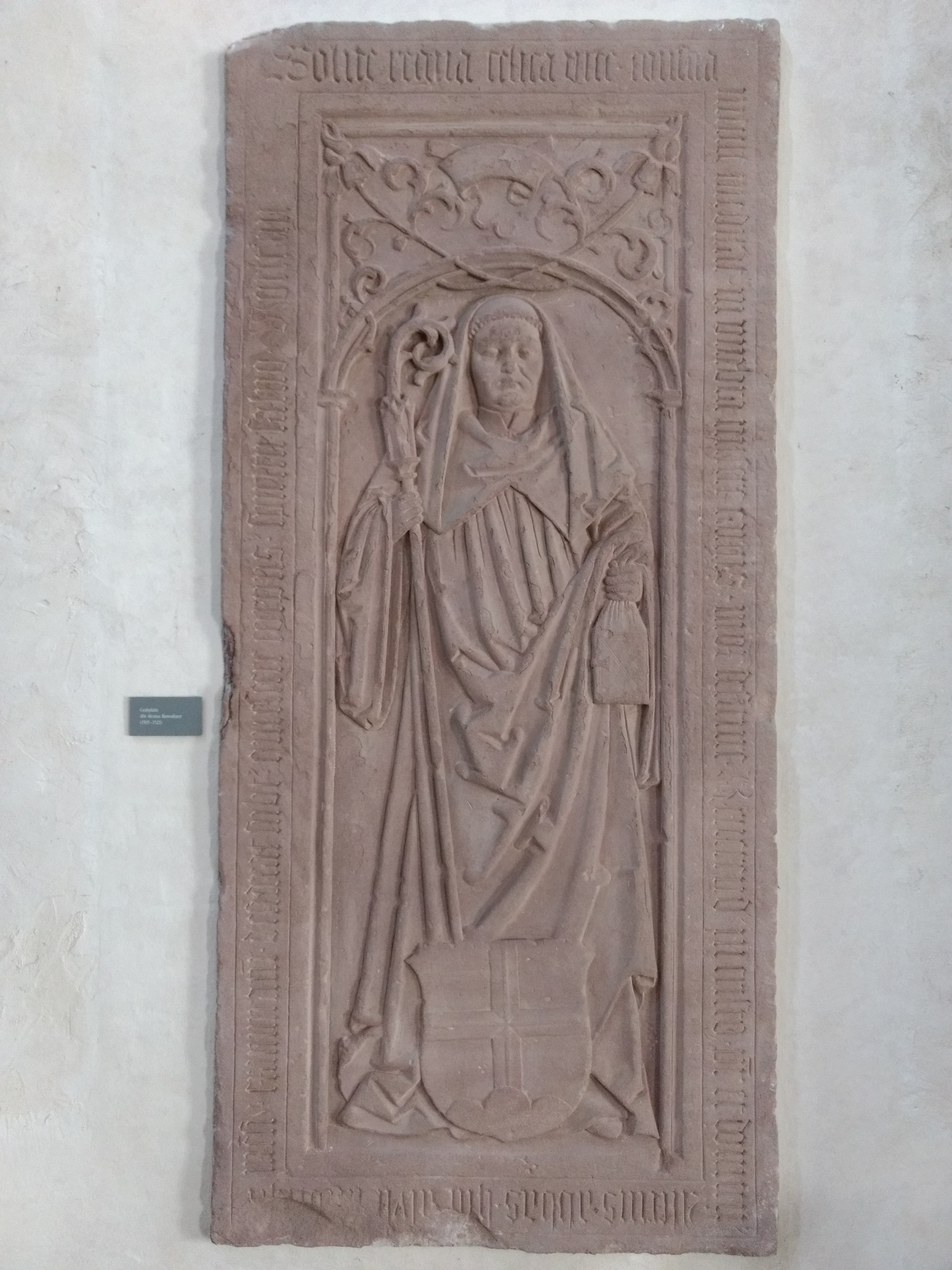
Grabplatte des Alexius Karrenfurer im Kloster Alpirsbach

Alexius Karrenfurer († 23. Januar 1523 in Alpirsbach), in der Forschungsliteratur fälschlich auch Alexius Barrenfurrer oder Barrenfurer, war Benediktinermönch und Abt von Kloster Alpirsbach.

## Leben
Karrenfurer entstammte einer bürgerlichen Familie.
Seit 1501 war er Prior des Klosters, bevor er zwischen dem 17. und 20. Februar 1505 zum Abt gewählt wurde.

## Wirken
Während Karrenfurers Abbatiat wurde um 1506 im Osten der Klosterkirche eine Kapelle mit polygonalem Abschluss errichtet oder zumindest neu gewölbt. Stifter der sogenannten Sulzer Kapelle waren Angehörige der Straßburger Patrizierfamilie Sturm. Ihre Wappen und das des Abtes zieren die Schlusssteine der Kapelle.
Nachdem bereits unter seinen Vorgängern Hieronymus Hulzing (amt. 1479–1495) und Gerhard Münzer (amt. 1495–1505) zahlreiche Um- und Einbauten an der Klosterkirche und den Konventsgebäuden vorgenommen worden waren, folgten unter Karrenfurer der Beginn der Marienkapelle und der Bau des Klostergasthauses. Letzteres ist bis heute durch die Inschriftenspolie „ALEXIVS ABBAS 1520“ in frühhumanistischer Kapitalis am Gasthaus ausgewiesen.
Auch verlagerte Karrenfurer sein Interesse auf die Anfang des 16. Jahrhunderts angeschlossenen Patronatskirchen im Umland und deren Renovierung, wie wiederkehrende Architekturformen und Steinmetzzeichen und gelegentlich auch Karrenfurers Abtswappen nahelegen. So wurde in Sinkingen ein Wirtschaftshof errichtet, die Kirche in Reinerzau erhielt einen neuen Chor und eine neue Sakristei. Die unter Gerhard Münzer begonnene Kirche in Dornhan wurde fertiggestellt, die Kirche in Gößlingen umgestaltet. Auch der Bau der Stadtkirche in Sulz am Neckar fällt in diese Zeit.
In Oberiflingen wurde der Chor modernisiert, eine neue Einwölbung begonnen, aber nie beendet. Im Langhaus wurden drei Fenster spätgotisch verändert. Im Chor wiederum befindet sich eine Sakramentsnische aus dem Jahr 1512 mit den Alpirsbacher Tieren – Hund und Löwe –, der Orstmarke von Oberiflingen, einem Steinmetzzeichen und dem Wappen Karrenfurers. Die Nische ist von einer kurz darauf entstandenen Wandmalerei umgeben. Das dortige Taufbecken stammt aus dem Jahr 1515.
Die Anschaffung des Marienkrönungsretabels fällt vermutlich in die Zeit seines Abbatiats.
In den 1520er Jahren drangen die Ideen Martin Luthers ins Kloster ein, besonders durch Ambrosius Blarer, dessen Bruder Thomas in Wittenberg studierte. Da Abt Alexius und die Mehrheit des Konvents bei der alten Kirche blieben, verließ Ambrosius Blarer das Kloster; er rechtfertigte diesen Schritt 1523 in einer Druckschrift.